# Frame semantico
In semantica e linguistica computazionale, un frame semantico o cornice concettuale è una schematizzazione di una situazione, di uno stato o di un evento. 
Un frame schematizza tale conoscenza con l'ausilio di unità lessicali che richiamano la situazione o l'evento (ad esempio, per il frame compravendita, le parole comprare, vendere, costo, ecc.) e di ruoli semantici (ad esempio, compratore, venditore, denaro, bene, ecc.). I frame vengono generalmente "evocati" da un verbo all'interno di una frase, permettendo di annotare (manualmente o automaticamente) la frase con i ruoli semantici corrispondenti. Ad esempio, data la frase:
```
Mario ha acquistato dal negoziante un tappeto per 1000 euro
. 
```

è possibile associare i ruoli del frame compravendita (compratore, venditore, bene, prezzo) a ciascun sintagma della frase:
```
Mario
 ha acquistato 
dal negoziante
 
un tappeto
 
per 1000 euro
.
```

La più diffusa risorsa computazionale che codifica i frame in termini di unità lessicali, ruoli semantici e frasi di esempio nella lingua inglese è FrameNet (Baker et al., 1998), un progetto svolto presso l'International Computer Science Institute a Berkeley, California. Risorse in altre lingue sono state sviluppate negli ultimi anni (ad esempio, per il giapponese, il tedesco, lo spagnolo).

## Frame e ruoli semantici
I frame semantici differiscono dai ruoli semantici nel fatto che i primi sono specifici della situazione attivata dal verbo della frase in esame. Al contrario, i ruoli semantici (ad esempio, agente, scopo, luogo, ecc.) sono generali e si possono applicare alle parti di una qualsiasi frase, indipendentemente dalla situazione che essa descrive.

## Disambiguazione di frame
L'associazione (automatica o manuale) di un frame a una frase (in inglese, frame disambiguation) consiste di fatto in una codifica della semantica della frase stessa. Al contrario della disambiguazione (word sense disambiguation), però, tale codifica non rende esplicito il significato che ciascuna parola assume nel contesto, bensì evidenzia il ruolo che ciascuna parte della frase (sintagma) gioca all'interno della situazione evocata dal frame.